# Електрохімічний та електрометалургійний завод в Матапоркера
Електрометалургійний завод у Матапоркера (Mataporquera) — колишній виробничий майданчик хімічного, а потім металургійного спрямування на півночі Іспанії, за сім десятків кілометрів на південний захід від Сантандеру.
Проєкт заводу реалізувала компанія Union Quimica del Norte de España (UNQUINESA), яка до того вже запустила майданчик з переробки продуктів вуглехімії в Акспе. Що стосується заводу в Матапоркера, то для нього обрали напрям використання електропечей для виробництва азотних добрив — спершу як результат плавки вапна та вугілля отримували карбід кальцію, який далі переплавляли в ціанамід кальцію. Будівницто заводу почалось в 1947-му, а його введення в експлуатацію припало на 1951 рік.
Карбід отримували в печі потужністю 4,5 МВт з продуктивністю 40 тонн на добу, тоді як ціанамід продукувала батарея зі 120 печей з такою саме денною продуктивністю 40 тонн. Також є відомості, що річна потужність підприємства в перерахунку на азот становила 3000 тонн (що могло означати випуск близько 17 тисяч тонн ціанаміду). Частина карбіду могла постачатись на завод компанії Solvay в Торрелавезі, що займався виробництвом полімерів.
У 1960-х роках UNQUINESA була поглинута хімічним гігантом Dow Chemical, який зосередився на нафтохімії. При цьому в 1971-му завод в Матапоркера був закритий та проданий компанії Ferronor, що організувала з використанням його потужностей виробництво феросиліцію.
У 1980-х унаслідок підвищення цін на енергоносії завод потрапив у складне становище та в 1988-му був зупинений через відключення електроенергії за борги.